# Giacobbe Fragomeni
Giacobbe Fragomeni (Milano, 13 agosto 1969) è un ex pugile italiano, campione del mondo WBC nel 2008 per la categoria dei pesi massimi leggeri.

## Carriera

### Carriera da dilettante
Originario di Caulonia, in Calabria, è nato e cresciuto nel quartiere Stadera, nella periferia milanese. Ha iniziato la propria carriera pugilistica alla Palestra Doria di via Mascagni sotto la guida di Ottavio Tazzi, detto "Il nonno", uno dei più importanti allenatori di boxe italiani di sempre. Grazie a lui ha cominciato a saltare la corda a 20 anni, a 21 è salito per la prima volta sul ring ed a 23 aveva già disputato una cinquantina di incontri da dilettante.
Nel gennaio 1993 ha indossato la prima maglia azzurra. Tra le sue vittorie spiccano la medaglia di bronzo ai campionati mondiali di pugilato dilettanti del 1997 a Budapest e la medaglia d'oro ai campionati europei di pugilato dilettanti del 1998 a Minsk. Nel 2000 ha partecipato ai Giochi della XXVII Olimpiade a Sydney.

### Carriera da professionista
Il 1º gennaio 2001 è diventato pugile professionista. Ad agosto dello stesso anno si é infortunato al bicipite brachiale ed è stato costretto ad uno stop di quasi un anno.
Dopo aver vinto il titolo del Mediterraneo ed il titolo internazionale nella sigla WBC, l'11 novembre 2007, sotto la guida tecnica di Patrizio Oliva, ha ottenuto la possibilità di sfidare il pugile britannico David Haye per la conquista del titolo europeo dei pesi massimi leggeri EBU, ma è stato sconfitto alla nona ripresa, in un incontro che fino a quel momento aveva sostanzialmente dominato.
Dopo aver vinto e difeso il titolo dell'Unione Europea, il 24 ottobre 2008 al Palalido di Milano ha conquistato per la prima volta il titolo di campione del mondo WBC nella categoria dei pesi massimi leggeri, battendo ai punti il pugile ceco Rudolf Kraj. A dicembre dello stesso anno ha ricevuto, dall'allora sindaco di Milano Letizia Moratti, l'Ambrogino d'oro per la sua testimonianza di vita. Oltre ai meriti sportivi, infatti, al campione italiano è stato anche riconosciuto l'impegno profuso nel far costruire una palestra alla Stadera, il quartiere dove è cresciuto. Il 16 maggio 2009 ha ottenuto al Gran Teatro di Roma la prima difesa del titolo, pareggiando ai punti l'incontro con il pugile polacco Krzysztof Włodarczyk e portando il suo record personale a 26-1-1 con 10 k.o..
Il 22 novembre 2009 è stato battuto ai punti dal pugile ungherese Zsolt Erdei a Kiel, perdendo il titolo.
Il 12 marzo 2012, per la cintura mondiale "silver" versione WBC dei massimi leggeri, ha affrontato l'altro italiano Silvio Branco ed al termine delle dodici riprese l'incontro è stato giudicato con risultato di parità. Alla vigilia del rematch Branco ha provocatoriamente acquistato la cintura WBC dei pesi massimi leggeri - pratica peraltro regolare e consentita dalla WBC - ed ha pubblicato sul proprio profilo Facebook le foto con indosso la cintura di Fragomeni. Il 15 dicembre 2012, a Riva del Garda, i due si sono giocati la possibilità di disputare il Mondiale. L'incontro è stato il primo nella storia della boxe al termine del quale non è stato letto il verdetto per ragioni di ordine pubblico. Il 17 dicembre 2012 Fragomeni è stato annunciato come vincitore dalla World Boxing Council, senza indicazione dei punteggi. Il team Branco ha presentato ricorso senza però ottenere riscontri.
Il 7 dicembre 2013, pertanto, in qualità di sfidante ufficiale, Fragomeni ha affrontato il campione del Mondo Krzysztof Wlodarczyk. Il combattimento si è svolto all'UIC di Pavillon, nella città di Chicago. Il pugile milanese è stato accompagnato da Maurizio Zennoni e Salvatore Cherchi. Nel corso della quarta ripresa Fragomeni è stato messo al tappeto da un sinistro di Wlodarczyk. Al termine della sesta ripresa il personale medico è stato inviato all'angolo italiano per esprimersi sulla gravità di una ferita sullo zigomo sinistro di Fragomeni, ed il pugile italiano ha dichiarato l'abbandono.
Il 24 ottobre 2014 è tornato sul ring, provando a sfilare la cintura europea al campione russo Rakhim Chakhkiev, ma è stato messo ko nel corso della 4ª ripresa.
Dopo una pausa dovuta alla partecipazione all'Isola dei Famosi, è tornato sul ring il 14 gennaio 2017, in occasione della manifestazione "The Night of Kick and Punch 6", andata in scena al Teatro della Luna di Milano. Ha impiegato solo tre riprese per sbarazzarsi del giovane "Psyco" Tamas Polster.
A dicembre dello stesso anno, all'età di 47 anni, ha appeso definitivamente i guantoni al chiodo.

## Vita privata
La sua vita familiare è stata segnata dai continui litigi tra i suoi genitori e da un rapporto conflittuale con il padre. Ha più volte dichiarato di aver ritrovato una figura paterna nel suo allenatore Ottavio Tazzi.
Quasi ventenne, il 5 agosto 1989 ha dovuto fronteggiare la tragica scomparsa della sorella Maria Letizia, detta Mary, già sieropositiva, morta di overdose di eroina a causa di una dose tagliata male, e successivamente una grave dipendenza da alcol e droghe, ammettendo di essere stato ad un passo dal tentare il suicidio e di aver trovato nel pugilato un elemento determinante per cominciare a condurre una vita serena, permettendogli di sublimare rabbia, ansie e paure sul ring.
Il suo incontro con la disciplina della boxe è stato casuale: quando ha iniziato a frequentare la palestra di Tazzi il suo unico intento era perdere peso e ritrovare una forma fisica ottimale, in quanto il sovrappeso gli creava disagi sul lavoro e nella vita privata.
Nel 2009 il pubblicista Valerio Esposti ha scritto per lui C'era una volta il buio: La dura lotta di Giacobbe Fragomeni, presentato il 22 aprile 2009 all'istituto Agostino Bassi di Lodi. Il 21 novembre 2013, sempre su iniziativa di Esposti, la Limina Edizioni ha pubblicato Fino all'ultimo Round, la prima autobiografia di Giacobbe Fragomeni: il libro è stato finalista del Premio "Bancarella Sport" 2014.
Dal 2010 al 2016 ha vissuto a Mulazzano Ponte, nel piccolo comune parmense di Lesignano de' Bagni, dove si è trasferito per dedicarsi con maggior dedizione all'attività sportiva, lontano dalle distrazioni della metropoli lombarda, sotto la guida del maestro Maurizio Zennoni.
Nel 2016 Fragomeni ha partecipato all'undicesima edizione del noto reality show L'isola dei famosi, condotta da Alessia Marcuzzi, della quale è stato vincitore, attendo il 65% dei voti dei telespettatori.
Fragomeni ha due figli: Letizia, nata nel 2005 dalla relazione con Morena Fraschini e chiamata così in ricordo di sua sorella, e Giacobbe Junior, nato nel 2015 da sua moglie Sara Rossetti, alla quale è legato sentimentalmente dal 2013.
Appassionato di tatuaggi e grande tifoso del Milan, è amico di Gennaro Gattuso e di molti altri ex giocatori e dirigenti della squadra di calcio rossonera. Segue anche la squadra di hockey milanese, la Hockey Milano Rossoblu.
Dal 2019 gestisce una palestra a Milano insieme a suo nipote, l'ex pugile Antonio Moscatiello.
L'11 maggio 2022 a Palazzo Marino, a Milano, è stato insignito del Premio Campione, il riconoscimento dei City Angels, per la sua attenzione al recupero, attraverso la boxe, dei ragazzi problematici. 
Dal giugno 2022 è testimonial ufficiale dei City Angels.

## Televisione
- L'isola dei famosi (2016) - Vincitore